# سلمون الباسيفيك
سلمون الباسيفيك أو سلمون المحيط الهادئ أو ترُوتَة الباسفيك أو ترُوتَة المحيط الهادئ (الاسم العلمي:Oncorhynchus) هو جنس من السلمونيات يتبع أسرة السلموناوات من فصيلة السلمونيات. إن اسم هذا الجنس مشتق من كلمة في اليونانية، وهي onkos، والتي تعني (خطاف)، وأيضًا كلمة rynchos والتي تعني (أنف) وتشير هذه التسمية إلى شكل فك ذكور هذه الأسماك في موسم التزاوج (the "kype")، حيث تكون خطافية الشكل.

## المدى، والانتشار
تعتبر أسماك السلمون والتروتة والأنواع التي تنتشر في المياه التي تصب في المحيط الهادئ عامة من أعضاء هذا الجنس. ويمتد انتشار هذه الأسماك من برنجيا جنوبًا، إلى اليابان غربًا، والمكسيك شرقًا. وفي أمريكا الشمالية، تعيش بعض فصائل سمك التروتة مشقوق الحلق في منطقة الحوض العظيم الحبيسة، كما تعيش بعض الفصائل الأخرى في نهر ريو جراند، والروافد الغربية لنهر مسيسسبي، التي تصب في خليج المكسيك، وليس في المحيط الهادئ.
وعلى عكس الكثير من أنواع التروتة، وخصوصًا الجنس الأوروبي، السلمو (Salmo)، فإن الكثير من أنواع خطافيات الفك تكون صاعدة (مهاجر)، وأحادية الإنجاب (تموت بعد أن وضع البيض) يعتبر المحيط الهادئ الموطن الأساسي لجنس سالفيلينس (Salvelinus)، والتي يطلق عليها أيضًا اسم «أسماك التروتة».

## التطور
في الكثير من فترات الميوسين [من حوالي 7 ملايين سنة] وجدت حفريات تشبه أسماك التروتة في أيداهو، في بحيرة كلاركيا، ثم ثبت أن هذه الحفريات هي خطافيات الفك.إن وجود تلك الأنواع حبيسة إلى الآن؛ يثبت أن فصائل أونكورينكس لم تكن موجودة فقط في مصبات المحيط الهادئ قبل بداية عصر البليوسين (5-6 مليون سنة)، ولكنها أيضًا قوس قزح، والتروتة مشقوقة العنق، وسلالات سلمون المحيط الهادئ قد تفرعت قبل بداية عصر البليوسين. ولذلك، فإنه من المؤكد أن الفصل بين خطافيات الفك، والسلمو (سلمون المحيط الأطلنطي) قد حدث قبل فترة البليوسين بوقتٍ كبير. حيث تعود التواريخ المقترحة إلى أوائل فترة الميوسين (حوالي 20 مليون عام). ومن حفريات الفصائل التابعة لهذا الجنس، فصيلة أونكورينكس راستروسوس (Oncorhynchus rastrosus)، السلمون ذو الأسنان السيفية (وتسمى أحيانًا سميلودونيكتيس Smilodonichthys)9-قدم (2.7 م)، وهي فصائل طويلة معروفة منذ فترة الميوسين المتأخرة إلى مستحاثة البليستوسين.
أجريت دراسات، وأبحاث عن الانتواع في فصائلأنكورينكس لعدة عقود، وعلى الرغم من ذلك، فإن «شجرة» عائلة خطافيات الفك غير مكتملة حتى الآن بالنسبة لجزء سلمونيات المحيط الهادئ. وأيضًا تم إجراء بحث حمض نووي للمتقدرات (mtDNA) على مجموعة من أسماك تروتة المحيط الهادئ، وبعض فصائل السلمونيات، ولكن ليس من الضروري أن تتوافق نتائج هذا البحث، مع نتائج بحث الحفريات، أو البحث الجزيئي. فمثلاً، من المتفق عليه أن سلالات أسماك تشام، ووردي، والسلمون الأحمر قد تفرعت بعد ذلك إلى سلسلة أخرى من الفصائل. ناقش مونتجوميري (2000) طريقة التسجيل بالحفريات، مقارنةً بتغيرات التكتوني في صفيحات شمل غرب المحيط الهادئ في أمريكا. يبدو أن التباعد (المحتمل) في سلالات خطافيات الفك يتبع ارتفاع المناطق المطلة على المحيط الهادئ. وقد ناقش مونتجوميري التغيرات التي تطرأ على المناخ، والموطن بسبب ذلك الحدث الجيولوجي، وقد جاءت تلك المناقشات في سياق الظروف والضغوط المحتملة التي تؤدي إلى التكيف، والانتواع.
ومن الحالات المهمة التي تتضمن التنوع في فصائل السلمون، حالة فصيلة الكوكاني (the kokanee)؛ السلمون الأحمر (غير الساحلي.) تتطور فصائل السلمون الأحمر الكوكاني بشكل مختلف عن فصائل السلمون الأحمر المهاجرة، حيث تصل إلى مرحلة «الأنواع البيولوجية». تتميز الأنواع البيولوجية، على عكس الأنواع الشكلية، بقدرتها على حفظ مكانتها في السيمباتري (sympatry) ككائنات مستقلة وراثيًا. قد يكون ذلك التعريف عديم الفائدة، وذلك لأنه، كما يتضح، صالح للتطبيق فقط مع السيمباتري وبالطبع، فإن ذلك التحديد يجعل التعريف صعب التطبيق. فعلى سبيل المثال، في واشنطن، وكندا، وغيرهما من الأماكن، توجد مجموعتان سكانيتان تعيشان في نفس البحيرة، ولكنها تبيض في أماكن، وأوقات مختلفة، وأيضًا تأكل أطعمة مختلفة. لا تحتاج هذه الفصائل إلي التنافس، أو التهجين (نوعين من ردود الأفعال على قلة الموارد) يوضح هذا المثال لفصائل السلمون الكوكاني السمات الأساسية للأنواع البيولوجية:، فيتم عزل التناسل، ولكن يتقاسما الموارد.

## أنواع سلمون الباسيفيك
- سلمون الباسيفيك الذهبي
- سلمون الباسيفيك الاباتشي
- سلمون الباسيفيك الذهبي المكسيكي
- سلمون الباسيفيك السفاح
- سلمون الباسيفيك التايواني
- سلمون جيلا
- سلمون الباسيفيك الزهري
- سلمون الباسيفيك الإيوامي
- سلمون الباسيفيك
- سلمون الكيتا
- سلمون الكوهو
- سلمون الباسيفيك الكرزي
- سلمون قوس قزح
- سلمون أحمر
- سلمون الأماجو الياباني
- سلمون شينوك
- سلمون إشيكاوا
- سلمون الباسيفيك سيفي الأسنان
- سلمون الباسيفيك الجنوبي

## وصلات خارجية
- US mulls Pacific salmon fishing ban
- Watershed Watch Salmon Society A British Columbia advocacy group for wild salmon
- Wild Salmon in Trouble: The Link Between Farmed Salmon, Sea Lice and Wild Salmon - Watershed Watch Salmon Society. Animated short video based on peer-reviewed scientific research, with subject background article Watching out for Wild Salmon.
- Aquacultural Revolution: The scientific case for changing salmon farming - Watershed Watch Salmon Society. Short video documentary. Prominent scientists and First Nation representatives speak their minds about the salmon farming industry and the effects of sea lice infestations on wild salmon populations.